# XIII. legija Gemina
Legio XIII Gemina (slovensko XIII. legija Dvojčica) je bila legija rimske cesarske armade. Bila je ključna Cezarjeva vojaška enota v Galiji in državljanski vojno. Bila je legija, s katero je (morda 10.) januarja 49 pr. n. št. prečkal Rubikon. Razpuščena je bila v 5. stoletju. Njen simbol je bil lev.

## Zgodovina

### PoznaRimska republika
XIII. legijo je ustanovil Julij Cezar leta 57 pr. n. št. pred pohodom na Belge, enim od prvih pohodov v Galijo. V galskih vojnah (58–51 pr. n. št.) je bila prisotna v bitki proti Nervijcem, bitki pri Gergoviji in bitki za Alezijo, v kateri ni posebej omenjena. 
Po koncu galskih vojn je Rimski senat Cezarju zavrnil njegovo drugo konzulstvo, mu naročil, naj prekliče svoje ukaze, in zahteval, da se vrne v Rim, da se sooči s kazenskim pregonom. Cezar je bil prisiljen izbrati konec svoje politične kariere ali državljansko vojno in pripeljal XIII. legijo čez reko Rubikon v Italijo. Legija je med posledično državljansko vojno med Cezarjem in konservativno frakcijo senatorjev ostala zvesta Cezarju. Senatskim legijam je poveljeval Pompej. 
XIII. legija je bila aktivna skozi celotno vojno in se bojevala pri Draču (48 pr. n. št.) in Farzalu (48 pr. n. št.). Po odločilni zmagi nad Pompejem pri Farzalu  naj bi legijo razpustili, legionarje pa upokojili s tradicionalnimi zemljiškimi darovi. Zaradi bitk pri Tapsu (46 pr. n. št.) in Mundi (45 pr. n. št.)  so legijo ponovno aktivirali. Po bitki pri Mundi je Cezar legijo razpustil, upokojil svoje veterane in jim dal obdelovalno zemljo v njihovi rodni Italiji.

### Rimsko cesarstvo
Legijo je ponovno ustanovil cesar Avgust leta 41 pr. n. št. za borbo proti Pompejevemu sinu Sikstu Pompeju na Siciliji. Legijo so po vojni proti Marku Antoniju in bitki pri Akciju okrepili z veterani iz drugih legij.  Legija je dobila vzdevek Gemina – Dvojčica, običajen za legije, sestavljene iz delov drugih legij. Avgust jo je nato poslal v Burnum v Iliriku (zdaj Knin, Hrvaška), rimski provinci ob Jadranskem morju.
Leta 16 n. št. je bila legija premeščena v Emono (sedanja Ljubljana), kjer se je ukvarjala z lokalnimu upori.
Po katastrofalnem rimskem porazu v bitki v Tevtoburškem gozdu leta 9, je bila legija premeščena kot okrepitev v Augusto Vindelicorum (sedanji Augsburg, Nemčija) in od tam v Vindoniso v Retiji, da bi preprečila nadaljnje napade germanskih plemen. Cesar Klavdij I. jo je okoli leta 45 poslal nazaj v Panonijo, kjer je zgradila legionarsko trdnjavo Poetovio (sedanji Ptuj, Slovenija).
V letu štirih cesarjev (leto 69) je XIII. legija podprla najprej Otona in nato Vespazijana proti Viteliju in se borila v dveh bitkah pri Bedriaku.
Pod Trajanom se je udeležila obeh dačanskih vojn (101–102, 105–106) in bila leta 106 premeščena v Apulum (sedanja Alba Iulia, Romunija).
Veksilacija XIII. legije so se pod cesarjem Galienon bojevale v severni Italiji. Cesar je leta 259–260 njej v čast koval legionarski antoninijan, na katerem je bil upodobljen legijski lev. Druga veksilacija je bila vključena v armado cesarja Galskega cesarstva Viktorina. Cesar je legiji v čast izdal zlatnik z njenim emblemom.
Leta 271 je bila legija po umiku Rimljanov iz Dakije premeščena v Dacio Aureliano.
Po zapisih v Notitii Digninatum je bila legija v 5. stoletju nameščena v Babilonski trdnjavi v Egiptu, ki je imela pomemben strateški položaj ob Nilu na meji med Spodnjim in Srednjim Egiptom. Poveljeval ji je comes limitis Aegypti.

## Dokazani pripadniki legije
| Ime                                     | Rang           | Časovni okvir                        | Provinca         | Vojak, lociran v         | Veteran, lociran v                  | Vir                                |
| --------------------------------------- | -------------- | ------------------------------------ | ---------------- | ------------------------ | ----------------------------------- | ---------------------------------- |
| Avrelij Rufin                           | beneficiarij   | 2. – 3. stoletje n. št.              | Dakija           | Samum                    |                                     |                                    |
| M. Valerij Valencij                     | beneficiarij   | 2. – 3. stoletje                     | Dakija           | Samum                    | -                                   | CIL 3, 827                         |
| Valerij Vibij                           | beneficiarij   | 2. – 3. stoletje                     | Dakija           | Samum                    | -                                   | CIL 3, 823                         |
| Ulpij Bakhij                            | centurion      | ?                                    | ?                | ?                        | ?                                   | ?                                  |
| L. Valerij Ruf                          | dekurion       | po 222                               | ?                | ?                        | Sarmizegetusa Ulpia Traiana, Dakija | CIL 3, 1485                        |
| Vedius Aquila                           | legat          | 69                                   |                  |                          |                                     | Tacitus, Histories, III.7          |
| Elij Vitalis                            | duplarij       | 3. stoletje                          | Dakija           | Apulum                   | Antiochia ad Taurum, Sirija?        |                                    |
| Avrelij Valerijan                       | duplarij       | 3. stoletje                          | Dakija           | Apulum                   | Antiochia ad Taurum, Sirija?        |                                    |
| Avl JUlij Pompilij Piso                 | legat          | okoli 173                            |                  |                          |                                     | CIL 8, 2582 = ILS 1111             |
| Mark Valerij Maksimijan                 | legat          | okoli 182                            |                  |                          |                                     | AE 1956, 124                       |
| Gaj Kerelij Sabin                       | legat          | okoli 183 - okoli 185                |                  |                          |                                     | CIL 3, 1092                        |
| Prokul                                  | legat          | med 185 in 191                       |                  |                          |                                     |                                    |
| [Tiberij Manilij Fusk                   | legat          | 191 - okoli 193                      |                  |                          |                                     | CIL 3, 1172                        |
| Avl Terencij Pudens Utedijan            | legat          | med 198 in 209                       |                  |                          |                                     | CIL 3, 993 = ILS 3923              |
| Kvint Marcij Viktor Feliks Maksimilijan | legat          | med vladanjem Septimija Severja      |                  |                          |                                     | CIL 3, 1118                        |
| Lucij Anij Italik Honorat               | legat          | med vladanjem Karakale               |                  |                          |                                     | CIL 3, 1071, CIL 3, 1072           |
| Rufrij Sulpicijan                       | legat          | med vladanjem Karakale ali Elagabala |                  |                          |                                     | CIL 3, 1129 = ILS 3867             |
| Kvint Servej Fusk Kornelijan            | legat          | okoli 225                            |                  |                          |                                     | CIL 8, 22721 = ILS 8978 = ILTun 33 |
| Mark Valerij Longin                     | legat          | med vladanjem Aleksandra Severja     |                  |                          |                                     | CIL 3, 1019, CIL 3, 1020           |
| Gaj Rutilij Galik                       | vojaški tribun | okoli 52                             |                  |                          |                                     | AE 1920, 55                        |
| L. Mecij L.f. Postum                    | vojaški tribun | okoli 72                             |                  |                          |                                     | AE 1934, 248                       |
| C. Celij C.f. Marcijal                  | vojaški tribun | pred 106                             |                  |                          |                                     | AE 1934, 2                         |
| Sekst Julij Sever                       | vojaški tribun | pred 110                             |                  |                          |                                     | CIL 3, 2830 = ILS 1056             |
| Avl Junij Pastor                        | vojaški tribun | okoli 149                            |                  |                          |                                     | CIL 6, 1435                        |
| Avl Julij Pompilij Piso                 | vojaški tribun | okoli 165                            |                  |                          |                                     | CIL 8, 2582 = ILS 1111             |
| Kvint Hedij Lolijan Plavcij Avit        | vojaški tribun | okoli 192                            | Dakija           |                          |                                     | CIL 5,4347 = ILS 1149              |
| Publij Katij Sabin                      | vojaški tribun | pred 206                             | Dakija           |                          |                                     | CIL 3, 5727                        |
| G. Kasij C. f. Volt[inij]               | vojaški tribun | ?                                    | ?                | ?                        | -                                   | ?                                  |
| Gaj                                     | speculator     | 2. – 3. stoletje                     | Dakija           | Apulum                   | -                                   | CIL 3, 14479; IDR III/5, 426       |
| Kokcej                                  | speculator     | 2. – 3. stoletje                     | Dakija           | Apulum                   | -                                   | CIL 3, 14479; IDR III/5, 426       |
| G. Julij Valerij                        | ?              | 222 – 235                            | Dakija ?         | ?                        | Sarmizegetusa Ulpia Traiana, Dakija | CIL 3, 1933                        |
| Lucij Dasumij Prisk                     | ?              | 2. stoletje                          | ?                | ?                        | Sarmizegetusa Ulpia Traiana, Dakija | CIL 3, 1476                        |
| Lucij Furij                             | ?              | 1. stoletje                          | Gallia Aquitania | Mediolanum Santonum      | Aunedonnacum                        |                                    |
| Lucij Ancij                             | ?              | 1. stoletje                          | Gallia Aquitania | Mediolanum Santonum      | Aunedonnacum                        |                                    |
| Mark Avrelij Timoni                     | ?              | 2. - 3. stoletje                     | Dakija ?         | Castra Sânnicolau Mare ? | Castra Sânnicolau Mare, Dakija      | IDR III/1, 274                     |
| M[ark] Ulp[ij]                          | ?              | 2. - 3. stoletje                     | Dacia            | ?                        | Apulum                              | IDR III/5, 180                     |
| P. Elij Valerijan                       | speculator     | 2. - 3. stoletje                     | Dakija           | Apulum                   | -                                   | IDR III/5, 721                     |
| Publij Urvin                            | ?              | ?                                    | Retija           | Augusta Vindelicorum ?   | -                                   | CIL 3, 6884                        |
| K. Julij Sekundin                       | ?              | 2. stoletje                          | Dakija ?         | ?                        | Sarmizegetusa Ulpia Traiana, Dakija | CIL 3, 1971                        |
| Stacij Aleksander                       | speculator     | 2. – 3. stoletje                     | Dakija           | Apulum                   | -                                   | Apulum 40, 2007, 176–177           |
| Ulpij Prokulin                          | speculator     | med vladanjem Gordijana III.         | Dakija           | Apulum                   | -                                   | CIL 3, 7794b; IDR III/5, 435       |

### Primarni viri
- »Notitia Dignitatum«. Pridobljeno 22. novembra 2006.

### Secondary sources
- Lendering, Jona. »Legio XIII Gemina«. Arhivirano iz prvotnega spletišča dne 26. oktobra 2006. Pridobljeno 18. novembra 2006.
- Cowan, Ross (2003). Imperial Roman Legionary AD 161–284. Angus McBride (ilustr.). Osprey Publishing. ISBN 1-84176-601-1.